# Arpad Miklos

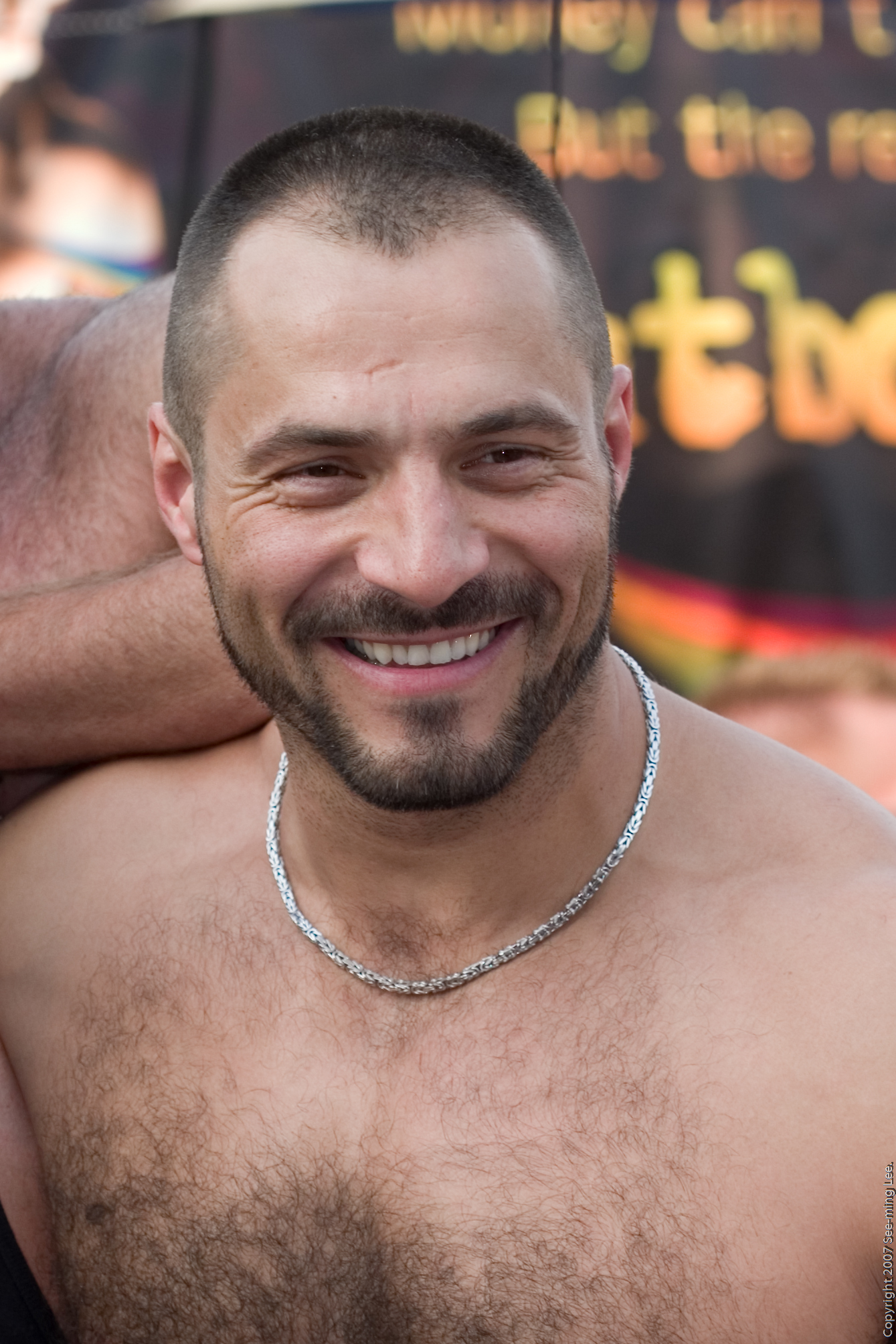
Arpad Miklos, 2007.

Arpad Miklos, född 11 september 1967 i Budapest i Ungern, död 3 februari 2013 i New York i New York, var en ungersk porrskådespelare. Han medverkade i såväl gayporrfilmer som heterosexuella porrfilmer. Han bodde i New York där han också arbetade som eskort. 2007 medverkade han i septembernumret av tidningen Unzipped. 2013 begick han självmord.  

## Utmärkelser
- 2005 Adult Erotic Gay Video Awards (“Grabbys”), Hottest Cum Shots, BuckleRoos Part I
- 2005 GayVN Awards, Best Solo Performance, BuckleRoos Part I -- tillsammans med Ricky Martinez
- 2007 International Escort Awards, Rentboy.com & HX Magazine, Best Top Escort[2]
- 2008 Grabby Awards-nominerad för Best Rimming Scene, "Private Lowlife" -- tillsammans med Francesco D'Macho ochKen Browning

## Filmografi
1. Crotch Rocket (2010) (V)
2. Loading Zone (2009) (V)
3. Full Of Cum (2009) (V)
4. Private Party 3: The Mystery Revealed (2009) (V)
5. Rest Stop Glory Hole (2009) (V)
6. Mens Room III: Ozark Mtn. Exit 8 (2008) (V)
7. Breakers (2007) (V)
8. Ass Pounding (2007) (V)
9. Gigolo (2007) (V)
10. Folsom Leather (2007) (V)
11. Boiler (2007) (V)
12. Hunger (2007) (V)
13. Shacked Up (2007) (V)
14. Tough Stuff (2007) (V)
15. Private Lowlife (2006) (V)
16. Black 'N' Blue (2006) (V)
17. Blue (2006/I) (V)
18. Humping Iron (2006) (V)
19. At Your Service (2006) (V)
20. Beefcake (2006) (V)
21. Fucking with the Stars (2006) (V)
22. JarHead 2 (2006) (V)
23. Kick-Ass Porn (2006) (V)
24. Nick Capra Dirty Talk (2006) (V)
25. Bonesucker (2005) (V)
26. Prowl 5: As Rough as It Gets (2005) (V)
27. Tough Guys: Gettin' Off (2005) (V)
28. Hell Room (2005) (V)
29. Bootstrap (2005) (V)
30. Skuff III: Downright Wrong (2005) (V)
31. Prowl 4: Back with a Vengeance (2005) (V)
32. The Hard Way (2005) (V)
33. Bed Heads (2005) (V)
34. Big Blue in the Boiler Room (2005) (V)
35. CSI: Cock Scene Investigation (2005) (V)
36. Entourage: Episode I (2005) (V)
37. Entourage: Episode II (2005) (V)
38. LeatherBound (2005) (V)
39. Man Made (2005) (V)
40. Ram Tough (2005) (V)
41. World Splash Orgy 2005 (2005) (V)
42. Buckleroos: Part I (2004) (V)
43. Taking Flight (2004) (V)
44. 69: Discover the Secret (2004) (V)
45. Fire Island Cruising 6 (2004) (V)
46. Hole Patrol (2004) (V)
47. Manhunt: The Movie (2004) (V)
48. Stoked, Part 2 (2004) (V)
49. The Road to Temptation (2004) (V)
50. Truckstop Daddy 2 (2004) (V)
51. Skuff II: Downright Filthy (2003) (V)
52. Bone Island (2003) (V)
53. Defined (2002) (V)
54. The Isle of Men (2002) (V)
55. Thick as Thieves (1999) (V)
56. Hungary for Men (1996) (V)
57. Comrades in Arms (1995) (V)
58. The Vampire of Budapest (1995) (V)